# 马骨胡之歌
《马骨胡之歌》，也叫《唱文秀》，是红水河壮族中流传的一首民间勒脚歌。它是由汉族的何文秀故事改编而成的。它改编成壮族民间作品后，因演唱时是用壮族传统乐器马骨胡伴奏的，故翻译整理者把它更名为《马骨胡之歌》。
《马骨胡之歌》反映了明朝嘉靖年间壮族人民的爱情生活、政治生活以及壮、汉民族之间的关系等。它之所以能在人民中间广泛流传至今，首先是因为它通过生动感人的故事情节，表达了深刻的思想内容。它以何文秀和黄兰英的坚贞爱情为主线，叙述他们悲欢离合的故事，揭露了明王朝宫廷内部尔虞我诈、争权篡位的黑暗现实。
这首歌有3300多行，前有一个序言，主体有“千里寻父”、“花园奇遇”、“祸从天降”、“兰英得救”、“狱中琴声”、“兰英哭灵”、“赶考荣归”、“灵堂试心”、“审堂认妻”、“报仇谢恩”共十章。

## 情节
何文秀是个忠厚的壮族后生。其父亲早年离家出外当官，一直安无音讯。他二十八岁的时候，一边拉马骨胡，一边赶路，寻父走天臣。这个音筒是马骨的马骨胡，是壮族人民为了纪念一位“爱国献忠诚”的壮族首领而制成的。当年，这位首领带领壮族人民砍杀、肖灭了入侵的大海盗，保卫了国家和民族的利益。但奸臣眼红他功勋，陷害了这位民族英雄。壮族人民特制这把马骨胡，用以莫祭民族英烈。何文秀走到边城新州镇，卖唱过日子，悲愤的琴声打动了典吠吏黄国老的闺女黄兰英。兰英请文秀到后花园，唱到三更天，对文秀的苦难身世深表同情，并当面赠送金钗以订终身。
此事被严父黄国老知道后，咒骂为“败坏我家风”，欲把他俩置于死地。兰英娘急中生智，想办法让他俩逃走了。他俩走到海城这地方，恰好住在花名叫“毒砒霜”张堂的家里。张是陈连的旧部将，辞官还乡；是张、陈妄加罪名，杀害了何君达(何文秀之父)，还想斩何家九族。现在“文秀两夫妇，把他房子租，好比鱼按网，又像砧上肉”。张便巧设“酒宴计”，诬告文秀犯“强奸罪加杀人罪”，押送进了衙门。何文秀又一次落难。张堂来抢兰英为妄，兰英顽强反抗f被迫悬梁自尽，幸得隔壁杨妈妈相救，兰英死里逃生，与杨妈妈独生子杨文结为兄妹。杨文想办法帮兰英出去申了冤。而狱中的何文秀在临刑前奏琴感动了典狱吏，典狱吏拿瞎仔去顶死，救出了何文秀。何出狱后，回到家里才知道典狱吏是兰英父，原来妈是兰英娘。这就更使何文秀深深感动。典狱吏知道自己救的人是何文秀，怕被人告发，自己也挨杀，就把何文秀捆进猪笼，丢进江中。兰英娘买通硝公，躺公浪里扛起猪笼，又使文秀死里逃生。这段艰险经历，兰英并不知道，她以为文秀早已死了，伤心至极，哭得“滴滴眼泪变成血”，日夜守灵，痛诉“在生不能再共枕，死去不见尸和坟”的苦情。文秀脱险后进京赶考，考中榜首，被任命为巡抚。
何文秀以清官的形象出现在海城，“浩荡过闹市，百姓夹巷迎”。他到海城，首先找到黄兰英，并告诉兰英自己给岳父岳母抢救出狱的经过。当兰英知道京都陈连之流已把父母绑押进京，更加怒火烧心，于是“患难夫妻齐上马”，“骏马扬蹄飞京华”。他俩到京都后，趁大宴群臣的机会，在皇帝面前揭露了陈连“为要夺皇权，专事害忠臣”的阴谋。陈连由于阴谋败露，恼羞成怒，拔出刀来，想把文秀砍死。但圣旨一下，陈连被擒，并由张堂出证：“陈连是祸首，篡君乱朝廷。”，“放火烧军库，嫁祸给何君。”何君达被无辜杀害的真相大白，皇帝下令把陈连斩首，张堂也丧了命。何文秀为民除侯奸，立了功，皇帝便委以重任，给他接替父亲生前的职务。
报仇以后，何、黄两人终于再聚首。